# 2014–2015-ös cseh labdarúgó-bajnokság (első osztály)
A 2014–2015-ös cseh első osztály, szponzorált nevén Synot liga a 22. szezonja az élvonalbeli cseh labdarúgó-bajnokságnak, az első alkalom, mióta a szponzorváltás miatt át lett nevezve Gambrinus ligáról Synot ligára. A címvédő a Sparta Praha csapata, 12. cseh bajnoki címüket szerezve meg az előző idényben. A szezon 2014. július 26-án indult, és, megszakítva egy téli szünettel november és február között, egészen 2015. május végéig tart. A szezon sorsolását 2014. június 25-én jelentették be.

## Csapatok

### Stadionok és helyszínek
| Klub                    | Város              | Stadion                                     | Befogadóképesség | 2013–14-es helyezés |
| ----------------------- | ------------------ | ------------------------------------------- | ---------------- | ------------------- |
| Baník Ostrava           | Ostrava            | Bazaly                                      | 10 039           | 10.                 |
| Bohemians 1905          | Prága              | Ďolíček                                     | 5 000            | 14.                 |
| Dukla Praha             | Prága              | Stadion Juliska                             | 8 150            | 7.                  |
| Dynamo České Budějovice | České Budějovice   | Stadion Střelecký ostrov                    | 6 681            | FNL, 1.             |
| Hradec Králové          | Hradec Králové     | Všesportovní stadion                        | 7 220            | FNL, 2.             |
| Baumit Jablonec         | Jablonec nad Nisou | Stadion Střelnice                           | 6 280            | 11.                 |
| FK Mladá Boleslav       | Mladá Boleslav     | Městský stadion (Mladá Boleslav)            | 5 000            | 3.                  |
| 1. FK Příbram           | Příbram            | Na Litavce                                  | 9 100            | 12.                 |
| Slavia Praha            | Prága              | Eden Arena                                  | 20 800           | 13.                 |
| 1. FC Slovácko          | Uherské Hradiště   | Městský fotbalový stadion Miroslava Valenty | 8 121            | 6.                  |
| Slovan Liberec          | Liberec            | Stadion u Nisy                              | 9 900            | 4.                  |
| Sparta Praha            | Prága              | Generali Arena                              | 19 416           | 1.                  |
| FK Teplice              | Teplice            | Na Stínadlech                               | 18 221           | 5.                  |
| Viktoria Plzeň          | Plzeň              | Stadion města Plzně                         | 11 722           | 2.                  |
| Vysočina Jihlava        | Jihlava            | Stadion v Jiráskově ulici                   | 4 075            | 8.                  |
| Zbrojovka Brno          | Brno               | Městský stadion (Brno)                      | 12 550           | 9.                  |

### Csapatok adatai
| Klub                    | Elnök              | Vezetőedző        | Szerelés | Mezszponzor                 |
| ----------------------- | ------------------ | ----------------- | -------- | --------------------------- |
| Baník Ostrava           | Petr Safarcik      | Tomas Bernardy    | Joma     | Vitkovice Machinery Ostrava |
| Bohemians 1905          | Antonin Panenka    | Roman Pivarnik    | adidas   |                             |
| Dukla Praha             | Martin Lafek       | Lubos Kozel       | adidas   | Carbounion                  |
| Dynamo České Budějovice | Karel Poborsky     | Martin Vozabal    | adidas   |                             |
| Hradec Králové          | Ing. Richard Jukl  | Lubos Prokopec    | adidas   |                             |
| FK Jablonec             | Libor Cezek        | Roman Skuhravy    | Nike     |                             |
| FK Mladá Boleslav       | Josef Dufek        | Karel Jarolim     | Nike     | Skoda                       |
| 1. FK Příbram           | Jaroslav Starka    | Petr Cuhel        | adidas   |                             |
| Slavia Praha            | Ales Rebicek       | Alex Pastoor      | Umbro    | Smartwings                  |
| 1. FC Slovácko          | Vladimir Krejci    | Svatopluk Habanec | Kappa    | Z-Group                     |
| Slovan Liberec          | Zbynek Stiller     | Samuel Slovak     | Nike     |                             |
| Sparta Praha            | Daniel Kretinsky   | Vitezslav Lavicka | Nike     |                             |
| FK Teplice              | Frantisek Hrdlicka | Zdenek Scasny     | Umbro    | AGC                         |
| Viktoria Plzeň          | Adolf Sadek        | ifj. Dusan Uhrin  | Puma     | Doosan                      |
| Vysočina Jihlava        | Zdenek Tulis       | Petr Rada         | adidas   | PSJ                         |
| Zbrojovka Brno          | Vaclav Bartonek    | Vaclav Kotal      | Umbro    | E-Motion                    |

### Vezetőedző-váltások
| Csapat | Távozott vezetőedző | A távozás módja | A távozás ideje | Helyezés a tabellán | Érkezett vezetőedző | A kinevezés ideje |
| ------ | ------------------- | --------------- | --------------- | ------------------- | ------------------- | ----------------- |

## Tabella
| #  | Csapat                  | M | Gy | D | V | Lg | Kg | Gk | P | Megjegyzés |
| -- | ----------------------- | - | -- | - | - | -- | -- | -- | - | ---------- |
| 1  | Baník Ostrava           | 0 | 0  | 0 | 0 | 0  | 0  | 0  | 0 |            |
| 2  | Bohemians 1905          | 0 | 0  | 0 | 0 | 0  | 0  | 0  | 0 |            |
| 3  | Dukla Praha             | 0 | 0  | 0 | 0 | 0  | 0  | 0  | 0 |            |
| 4  | Dynamo České Budějovice | 0 | 0  | 0 | 0 | 0  | 0  | 0  | 0 |            |
| 5  | Hradec Králové          | 0 | 0  | 0 | 0 | 0  | 0  | 0  | 0 |            |
| 6  | Jablonec                | 0 | 0  | 0 | 0 | 0  | 0  | 0  | 0 |            |
| 7  | FK Mladá Boleslav       | 0 | 0  | 0 | 0 | 0  | 0  | 0  | 0 |            |
| 8  | Příbram                 | 0 | 0  | 0 | 0 | 0  | 0  | 0  | 0 |            |
| 9  | Slavia Prague           | 0 | 0  | 0 | 0 | 0  | 0  | 0  | 0 |            |
| 10 | Slovácko                | 0 | 0  | 0 | 0 | 0  | 0  | 0  | 0 |            |
| 11 | Slovan Liberec          | 0 | 0  | 0 | 0 | 0  | 0  | 0  | 0 |            |
| 12 | Sparta Prague           | 0 | 0  | 0 | 0 | 0  | 0  | 0  | 0 |            |
| 13 | Teplice                 | 0 | 0  | 0 | 0 | 0  | 0  | 0  | 0 |            |
| 14 | Viktoria Plzeň          | 0 | 0  | 0 | 0 | 0  | 0  | 0  | 0 |            |
| 15 | Vysočina Jihlava        | 0 | 0  | 0 | 0 | 0  | 0  | 0  | 0 |            |
| 16 | Zbrojovka Brno          | 0 | 0  | 0 | 0 | 0  | 0  | 0  | 0 |            |

Utolsó frissítés: 2014. június 4.
Forrás: [forrás?]
Rendezési elv: 1. pontszám; 2. gólkülönbség; 3. lőtt gólok.
# = helyezés; M = játszott meccsek száma; Gy = győzelmek; D = döntetlenek; V = vereségek; Lg = lőtt gólok; Kg = kapott gólok; Gk = gólkülönbség; Pont = pontok; (B) = bajnok; (K) = kiesett; (F) = feljutott.

## Eredmények
| Hazai/Vendég            | OST | B05 | DUK | ČBU | JAB | MLA | PŘI | SLA | SLO | LIB | SPA | TEP | VPL | JIH | ZBR | HRK |
| Baník Ostrava           |     | –   | –   | –   | –   | –   | –   | –   | –   | –   | –   | –   | –   | –   | –   | –   |
| Bohemians 1905          | –   |     | –   | –   | –   | –   | –   | –   | –   | –   | –   | –   | –   | –   | –   | –   |
| Dukla Praha             | –   | –   |     | –   | –   | –   | –   | –   | –   | –   | –   | –   | –   | –   | –   | –   |
| Dynamo České Budějovice | –   | –   | –   |     | –   | –   | –   | –   | –   | –   | –   | –   | –   | –   | –   | –   |
| Baumit Jablonec         | –   | –   | –   | –   |     | –   | –   | –   | –   | –   | –   | –   | –   | –   | –   | –   |
| Mladá Boleslav          | –   | –   | –   | –   | –   |     | –   | –   | –   | –   | –   | –   | –   | –   | –   | –   |
| Příbram                 | –   | –   | –   | –   | –   | –   |     | –   | –   | –   | –   | –   | –   | –   | –   | –   |
| Slavia Praha            | –   | –   | –   | –   | –   | –   | –   |     | –   | –   | –   | –   | –   | –   | –   | –   |
| Slovácko                | –   | –   | –   | –   | –   | –   | –   | –   |     | –   | –   | –   | –   | –   | –   | –   |
| Slovan Liberec          | –   | –   | –   | –   | –   | –   | –   | –   | –   |     | –   | –   | –   | –   | –   | –   |
| Sparta Praha            | –   | –   | –   | –   | –   | –   | –   | –   | –   | –   |     | –   | –   | –   | –   | –   |
| Teplice                 | –   | –   | –   | –   | –   | –   | –   | –   | –   | –   | –   |     | –   | –   | –   | –   |
| Viktoria Plzeň          | –   | –   | –   | –   | –   | –   | –   | –   | –   | –   | –   | –   |     | –   | –   | –   |
| Vysočina Jihlava        | –   | –   | –   | –   | –   | –   | –   | –   | –   | –   | –   | –   | –   |     | –   | –   |
| Zbrojovka Brno          | –   | –   | –   | –   | –   | –   | –   | –   | –   | –   | –   | –   | –   | –   |     | –   |
| Hradec Králové          | –   | –   | –   | –   | –   | –   | –   | –   | –   | –   | –   | –   | –   | –   | –   |     |

1. ↑  A hazai csapat a bal oldalon található

2014. június 4. szerint. 
Színek: Kék=hazai győzelem Sárga=döntetlen Piros=vendéggyőzelem
Forrás: https://web.archive.org/web/20140803010351/http://www.synotliga.cz/rozpis-zapasu.html

## Külső hivatkozások
- Hivatalos oldal (csehül)
- Gambrinus liga az uefa.com-on